# Gõ kiến xanh đầu đỏ
Gõ kiến xanh đầu đỏ, tên khoa học Picus rabieri, là một loài chim trong họ Picidae.